# 安廷召
安廷召，直隶乐亭县人，清朝政治人物，武進士及第。
乾隆十六年（1751年），登辛未科一甲第三名武進士（武探花）。授官二等侍衛。后任浙江台州协副将。